# 第52防空砲兵團
第52防空砲兵團（英語：52nd Air Defense Artillery Regiment）是美國陸軍的防空砲兵團。

## 歷史
第52防空砲兵團於1917年首次組建為鐵路砲兵部隊。1943年，第52防空砲兵團被拆分為獨立的鐵路砲兵營，並在次年進行了重組且被重新指定為野戰砲兵營。 
1962年10月25日，為了應對蘇聯在古巴佈署導彈，第52防空砲兵團第2導彈營從美國德克薩斯州布利斯堡的第6防空砲兵旅部署到佛羅里達州南部，接受第13防空砲兵集團軍的指揮。